# Francesco Vanni

Portretminiatuur van Francesco Vanni, ca. 1772-1780, door Giuseppe Macpherson, Royal Collection

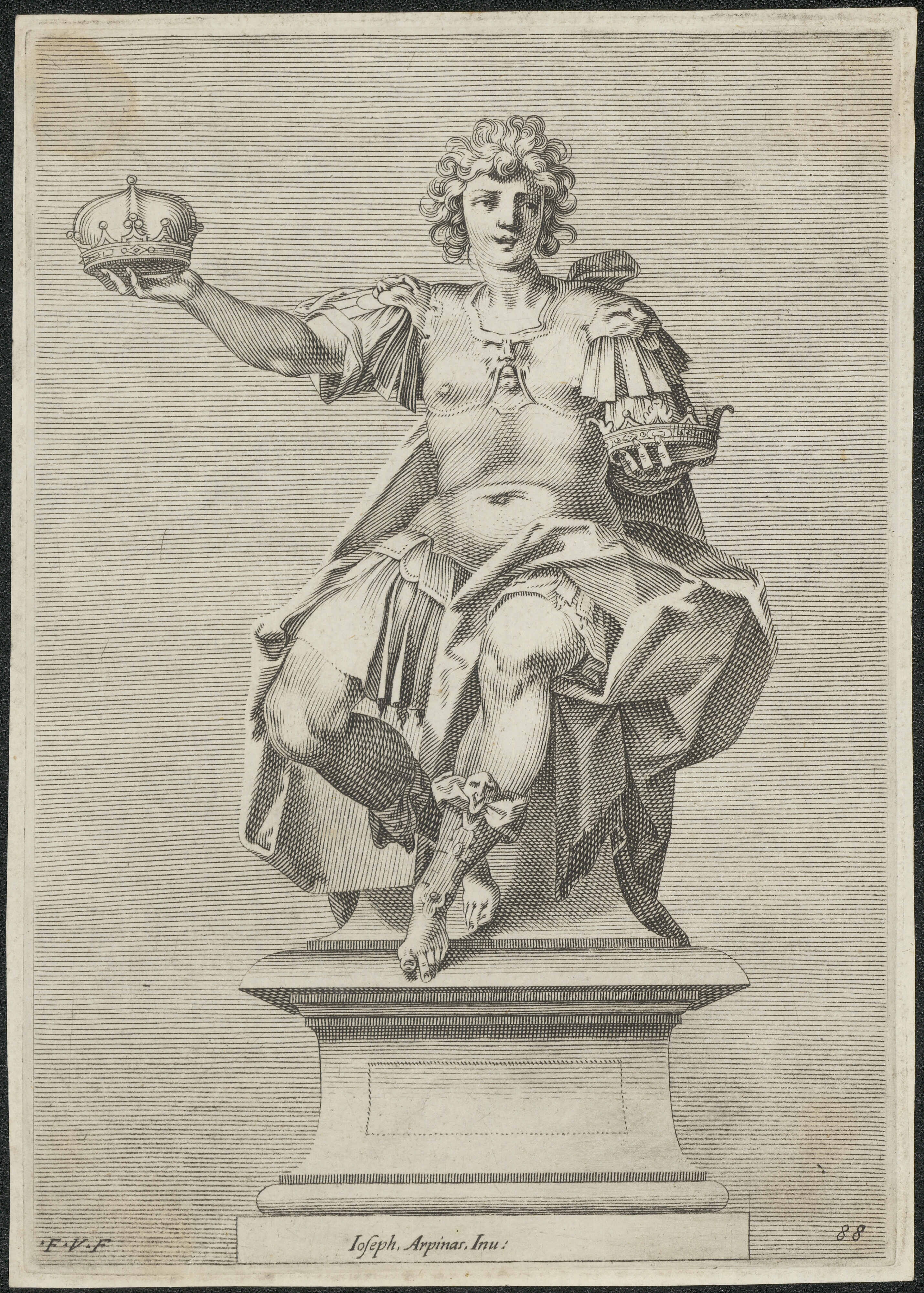
Ets van een zittende figuur op sokkel in elke hand een kroon, ca. 1600, Universiteitsbibliotheek, Gent

Francesco Vanni (Siena, 1563 – aldaar, 26 oktober 1610) was een Italiaanse kunstschilder en graveur die actief was in Rome en in zijn geboortestad Siena. Zijn stijl evolueerde van het maniërisme naar de barok en hij werd daarbij beïnvloed door het werk van Rafaël, Federico Barocci en Annibale Carracci.

## Biografie
Vanni maakte deel uit van een schildersfamilie, zijn stiefvader Arcangelo Salimbeni was schilder en ook zijn halfbroer Ventura Salimbeni schilderde. Zijn eerste ervaring met de schilderkunst deed hij op in het atelier van zijn stiefvader Salimbeni en toen die stierf in 1579 trok de zestienjarige Francesco naar Bologna, waar hij mogelijk met Bartolomeo Passarotti werkte. Vervolgens reisde hij naar Rome, waar hij in 1579-1580 in de leer ging bij Giovanni de' Vecchi. Vanni was een van de laatste schilders die de invloed van de Siënese school in zijn werk toonde. Zijn zonen, Michelangelo en Raffaello Vanni waren ook schilders. Onder zijn leerlingen waren Rutilio Manetti en Astolfo Petrazzi. Een schilder uit Perugia, Benedetto Bandieri, beweerde een afstammeling van Vanni te zijn.
In Rome werkte hij later samen met Ventura Salimbeni, Bartolomeo Passerotti en Andrea Lilio. Hij kreeg van paus Clemens VIII de opdracht om een altaarstuk te schilderen voor de Sint-Pietersbasiliek: Simon Magus berispt door Sint Pieter. Hij schilderde verschillende andere werken voor Romeinse kerken, zoals De aartsengel Michaël die de opstandige engelen verslaat voor de sacristie van S. Gregorio, een piëta voor de Santa Maria in Vallicella en een Maria-Tenhemelopneming voor de San Lorenzo in Miranda. 
Daarna werkte hij in Parma, Bologna en opnieuw in Rome om uiteindelijk terug te keren naar Siena. Daar schilderde hij een Raymundus die over de zee loopt voor de kerk van de dominicanen, een Doopsel van Constantijn voor de kerk van Sant'Agostino in Siena, een Christus die aan de heilige Catharina verschijnt voor de kapel van il Refugio in het heiligdom van Santa Caterina di Siena, en een Doopsel voor de voormalige kerk van San Giovannino e Gennaro, Siena. Hij schilderde ook een Onbevlekte Ontvangenis voor de kathedraal van Montalcino en een Annunciatie voor de Basilica di Santa Maria dei Servi in Siena. Hij schilderde een Kruisiging met Vader Matteo Guerra voor de San Giorgio.

## Galerij

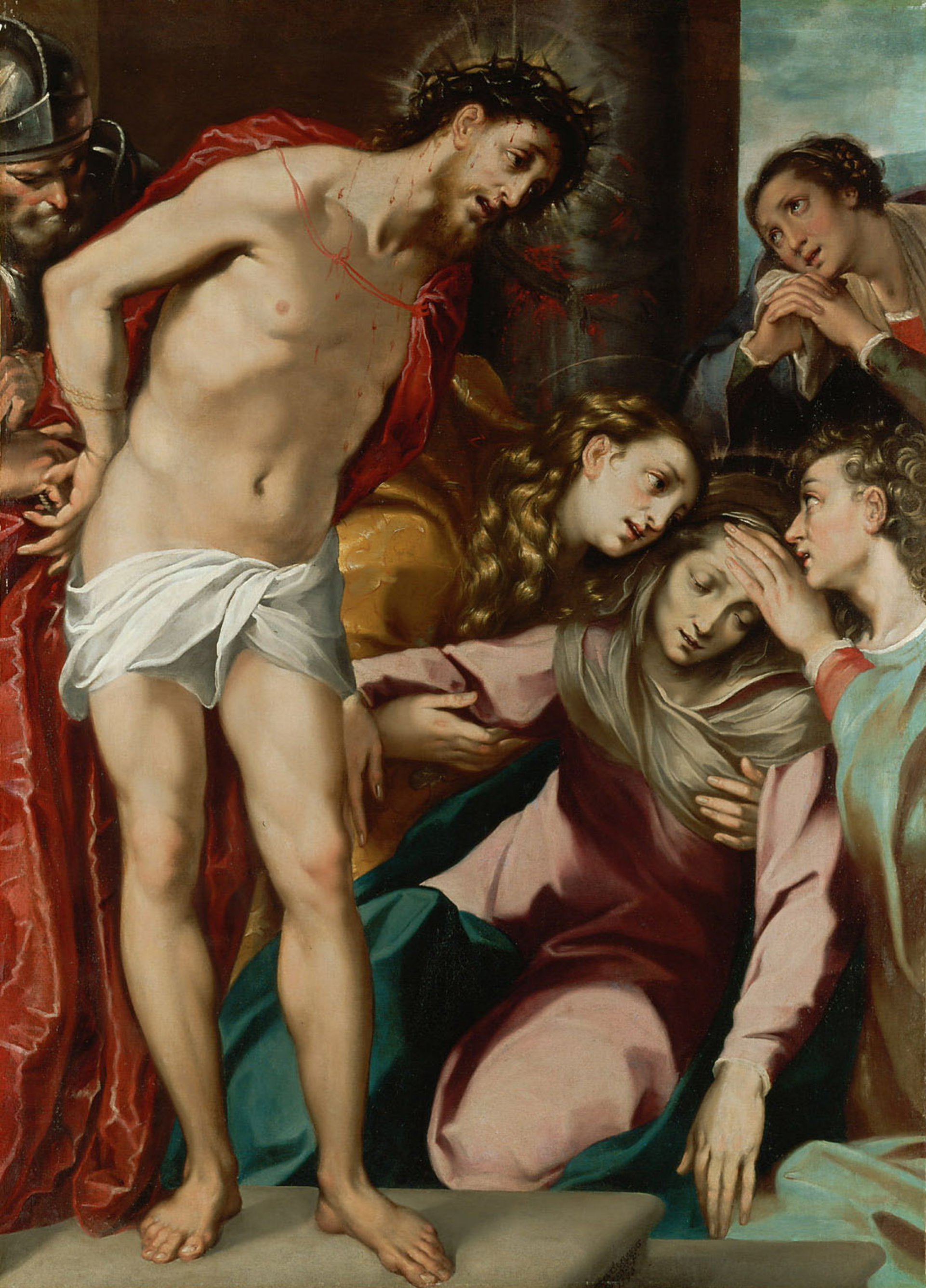
Geseling van Christus, 1596, Kunsthistorisches Museum, Wenen
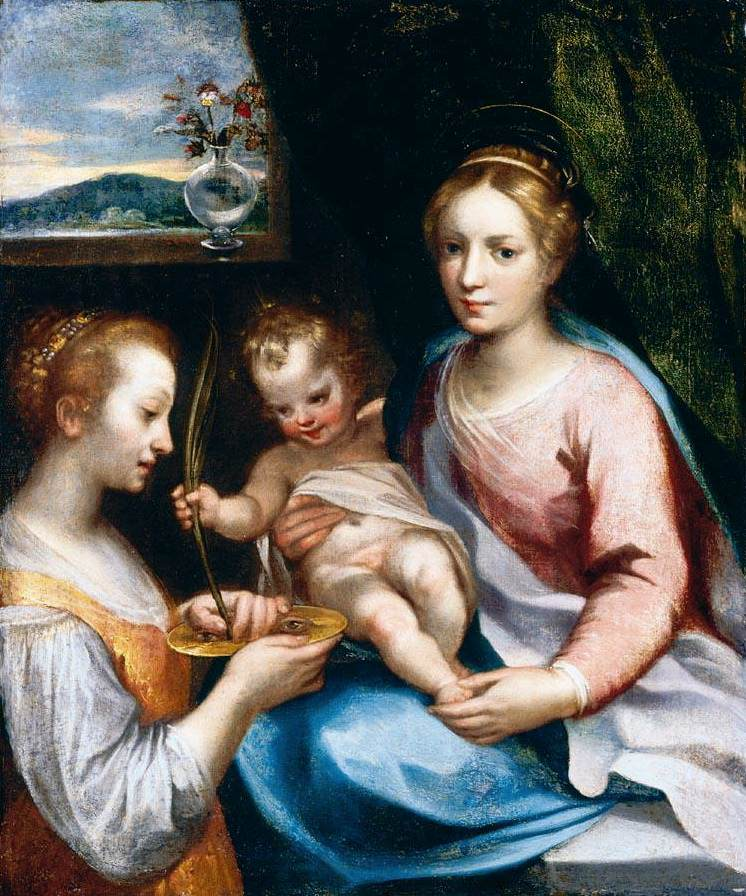
Madonna en kind met de heilige Lucia, ca. 1600
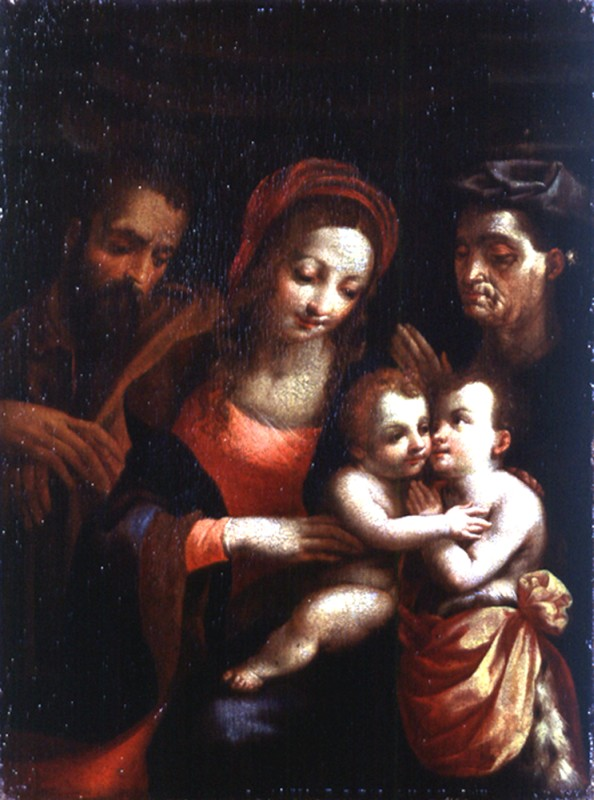
Heilige familie met de heilige Elisabeth en Johannes de Doper, ca. 1600-1610
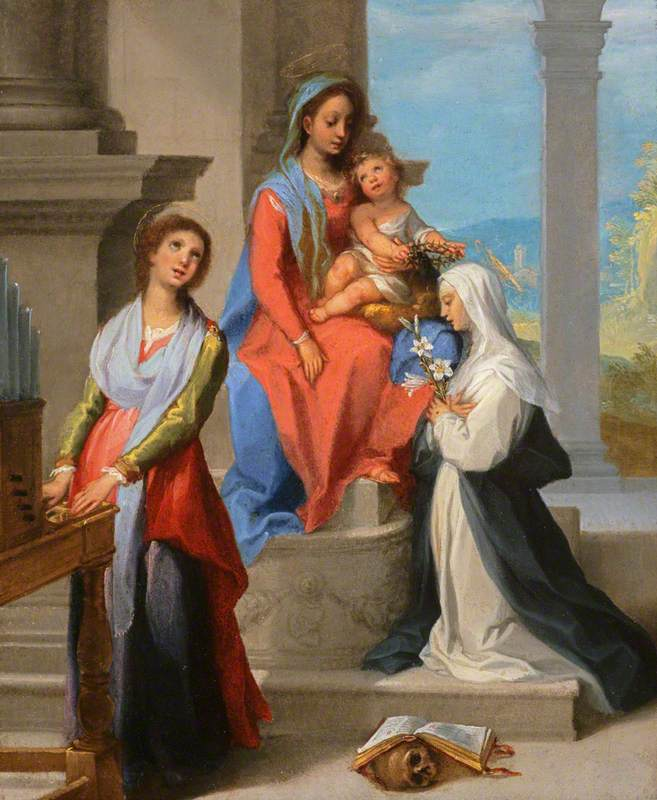
Madonna met Kind en de HH. Catharina van Siena en Cecilia, ca. 1602, Scottish National Gallery, Edinburgh